# 吾妻秀謙
吾妻 秀謙（あづま ひでのり、1966年2月23日 - ）は、ミヤギテレビの元アナウンサー、元報道制作局アナウンス部長。

## 略歴
埼玉県出身。早稲田大学を卒業後、1989年にミヤギテレビに入社する。
趣味は競馬で、競走馬についての解説ができるほどである。
2005年8月16日の宮城県沖地震の際、ニューススタジオ内で宮城県内ニュースを読んでおり、テレビを通じて各家庭に消火を呼びかけ、また『午後は○○おもいッきりテレビ』の「情報特急便」のコーナーでも宮城県内の被害情報を伝えた。
2012年4月から2019年3月までは報道制作局アナウンス部長も務めた。

## 過去の担当番組
- ミヤギテレビニュースD
- ちょっとブレイクタイム
- Newsリアルタイムミヤギ スポーツコーナー
- ミヤギテレビストレトニュース
- ミヤギnews every. スポーツコーナー